# SV Neulengbach
El SV Neulengbach és un club de futbol de Neulengbach fundat al 1923.
És conegut principalment per la seva secció femenina, creada al 1996, qur juga a la ÖFB-Frauenliga. Va dominar el campionat des del 2003 amb dotze títols consecutius, fins que el FSK St. Pölten-Spratzern va trencar la ratxa al 2015. A la Lliga de Campions ha sigut un equip habitual als vuitens de final, i al 2014 va alcançar els quarts de final.

## Palmarès

### Títols
- 12 Lligues d'Àustria
  - 02/03 - 03/04 - 04/05 - 05/06 - 06/07 - 07/08 - 08/09 - 09/10 - 10/11 - 11/12 - 12/13 - 13/14
- 10 Copes d'Àustria
  - 02/03 - 03/04 - 04/05 - 05/06 - 06/07 - 07/08 - 08/09 - 09/10 - 10/11 - 11/12

### Trajectòria a la Lliga de Campions
| Edició |             | 1ª fase de grups ¹   | 2ª fase de grups ¹ | Quarts de final | Semifinals | Final |
| ------ | ----------- | -------------------- | ------------------ | --------------- | ---------- | ----- |
| 03/04  |             | MSK Ziar nad Hronom  | 1.FFC Frankfurt    |                 |            |       |
| 04/05  |             | Montpellier HSC      |                    |                 |            |       |
| 05/06  |             | ASD Bardolino        | Montpellier HSC    |                 |            |       |
| 06/07  |             | Breidablik UBK       |                    |                 |            |       |
| 07/08  |             | Edinburgh Hibernians | ASD Bardolino      |                 |            |       |
| 08/09  |             | SU 1r. de Dezembro   | Arsenal FC         |                 |            |       |
| Edició | Fase previa | Setzens de final     | Vuitens de final   | Quarts de final | Semifinals | Final |
| 09/10  |             | Unia Raciborz        | Sassari Torres     |                 |            |       |
| 10/11  |             | PAOK Salònica        | Turbine Potsdam    |                 |            |       |
| 11/12  |             | SShVSM Almaty        | LdB Malmö          |                 |            |       |
| 12/13  |             | Olimpia Cluj         |                    |                 |            |       |
| 13/14  |             | Apollon Limassol     | Konak Belediyesi   | Tyresö FF       |            |       |
| 14/15  |             | MTK Budapest         | VfL Wolfsburg      |                 |            |       |